# 8の字

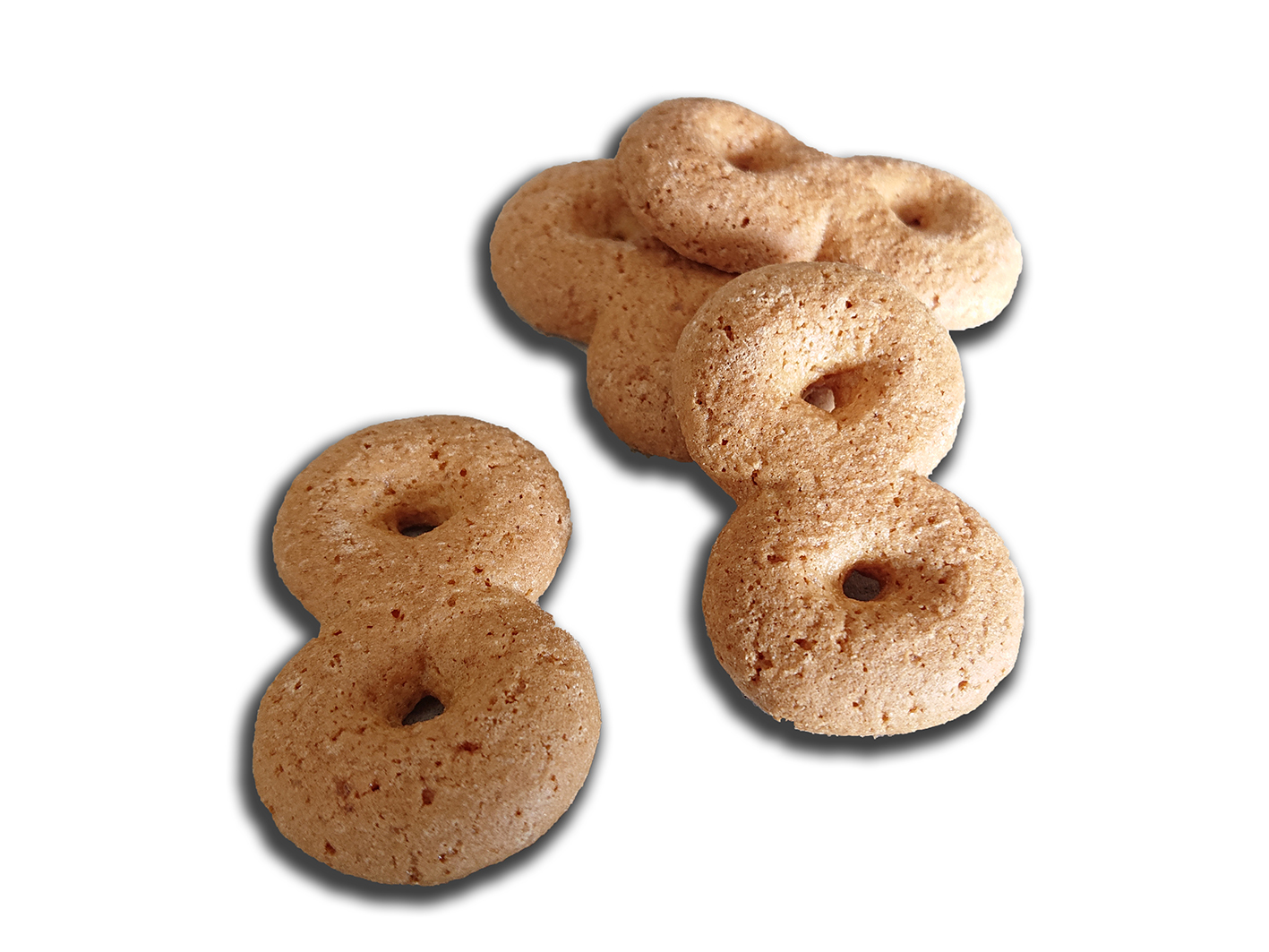
8の字（はちのじ）

8の字（はちのじ）は静岡県静岡市駿河区中原713に本社を置く有限会社カクゼン桑名屋が販売している静岡銘菓である。別称「末広がりの静岡ボーロ」。

## 概要
「8」の字形で、蕎麦ぼうろのような食感をした焼き菓子である。昭和初期に「めがね」と呼ばれていた、小麦粉と砂糖を材料とする駄菓子が原形となったとされ、昭和30年代（1955年以降）から材料に卵が加わり現在の食感・商標となったという。
JR静岡駅駅南（駿河区森下町1-39）に直売店があったが、2020年2月28日に閉店した。インターネット、静岡県中部を中心としたデパート・スーパー・お土産店などでは引き続き販売している。
2019年（令和元年）、静岡市産業振興課が主催する地域の特産商品認証事業「しずおか葵プレミアムAWARD2019」で「審査員特別賞認証品」として認証された。
カクゼン桑名屋は、後継者不在により8の字製造事業の継続に問題を抱えていたが、2020年（令和2年）2月に、ティーバッグ製造企業の「静パック」（静岡市駿河区中原713）が全株式を取得し、製造を継承していく事が決定した。